# 30 Rock
30 Rock est une série télévisée américaine en 138 épisodes de 25 minutes créée par Tina Fey et diffusée entre le 11 octobre 2006 et le 31 janvier 2013 sur le réseau NBC et en simultané sur Citytv au Canada.
En France, la série est diffusée depuis le 21 avril 2008 sur Canal+ et depuis septembre 2010 sur Direct Star et rediffusée sur Comédie+. La série est diffusée en Belgique sur La Deux et en Suisse sur TSR1. Au Québec, elle est diffusée sur V depuis le 4 janvier 2010.
Elle est diffusée depuis le 1er février 2019 sur le service Prime Video d'Amazon.

## Synopsis

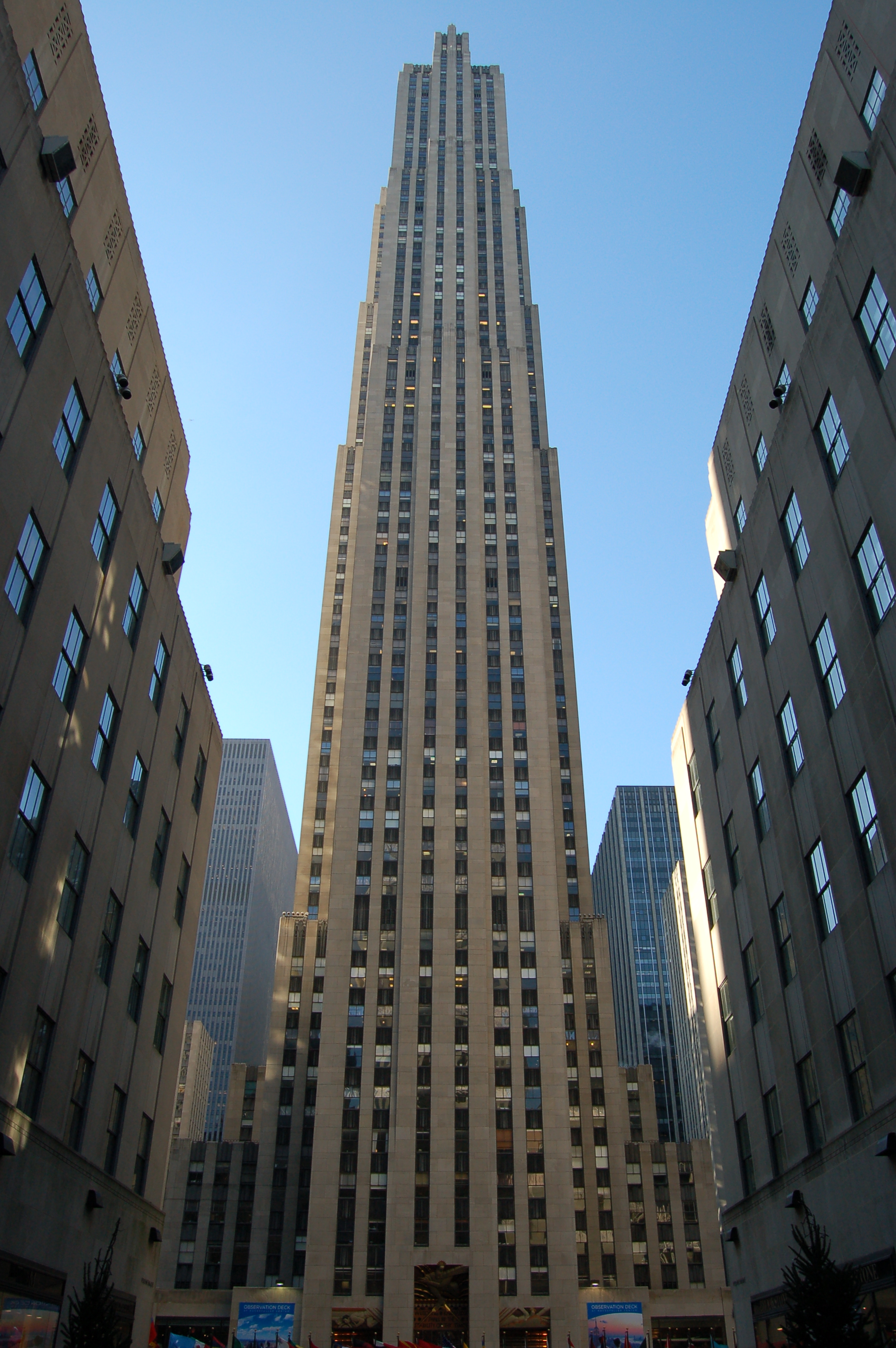
GE Building au 30 Rockefeller Plaza, principal décor fictif de la série.

La série se déroule dans le célèbre bâtiment new yorkais du 30 Rockefeller Plaza, et relate les vies professionnelles et personnelles des différents personnages travaillant, pour la plupart, pour TGS (The Girlie Show), une émission de télévision fictive, sur la chaîne de télévision américaine NBC. L'équilibre de l'émission est chamboulé par l'arrivée de Tracy Jordan, une ancienne star excentrique d'Hollywood, ainsi que le nouveau directeur de NBC, Jack Donaghy.

## Distribution

### Personnages principaux
- Tina Fey (VF : Stéphanie Lafforgue) : Elizabeth « Liz » Lemon
- Alec Baldwin (VF : Bernard Lanneau) : Jack Donaghy
- Tracy Morgan (VF : Frantz Confiac) : Tracy Jordan
- Jane Krakowski (VF : Véronique Alycia) : Jenna Maroney
- Jack McBrayer (VF : Denis Laustriat) : Kenneth Ellen Parcell
- Scott Adsit (VF : Pierre Laurent) : Pete Hornberger
- Judah Friedlander (VF : Tony Joudrier) : Frank Rossitano

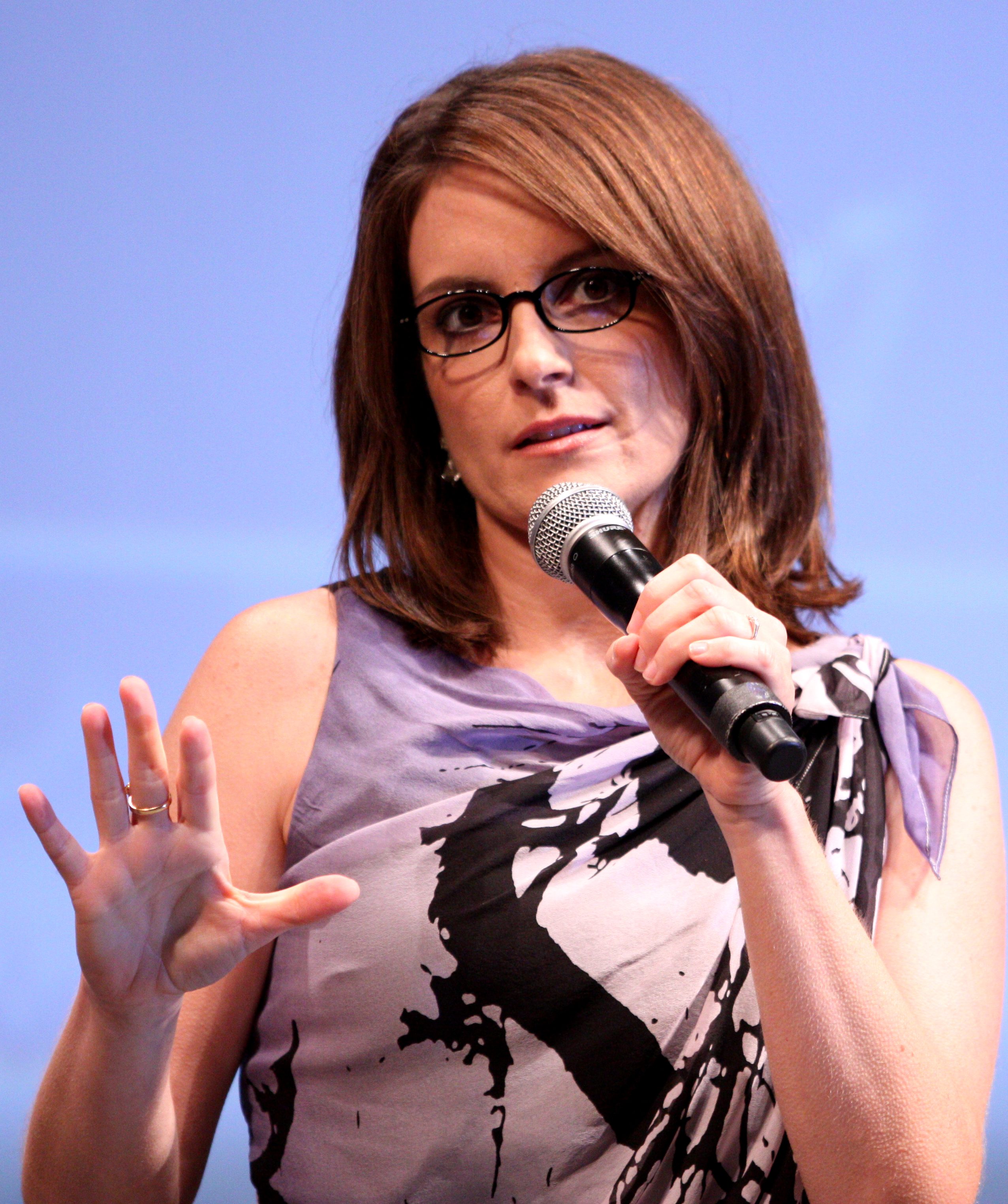
Tina Fey interprète Elizabeth « Liz » Lemon
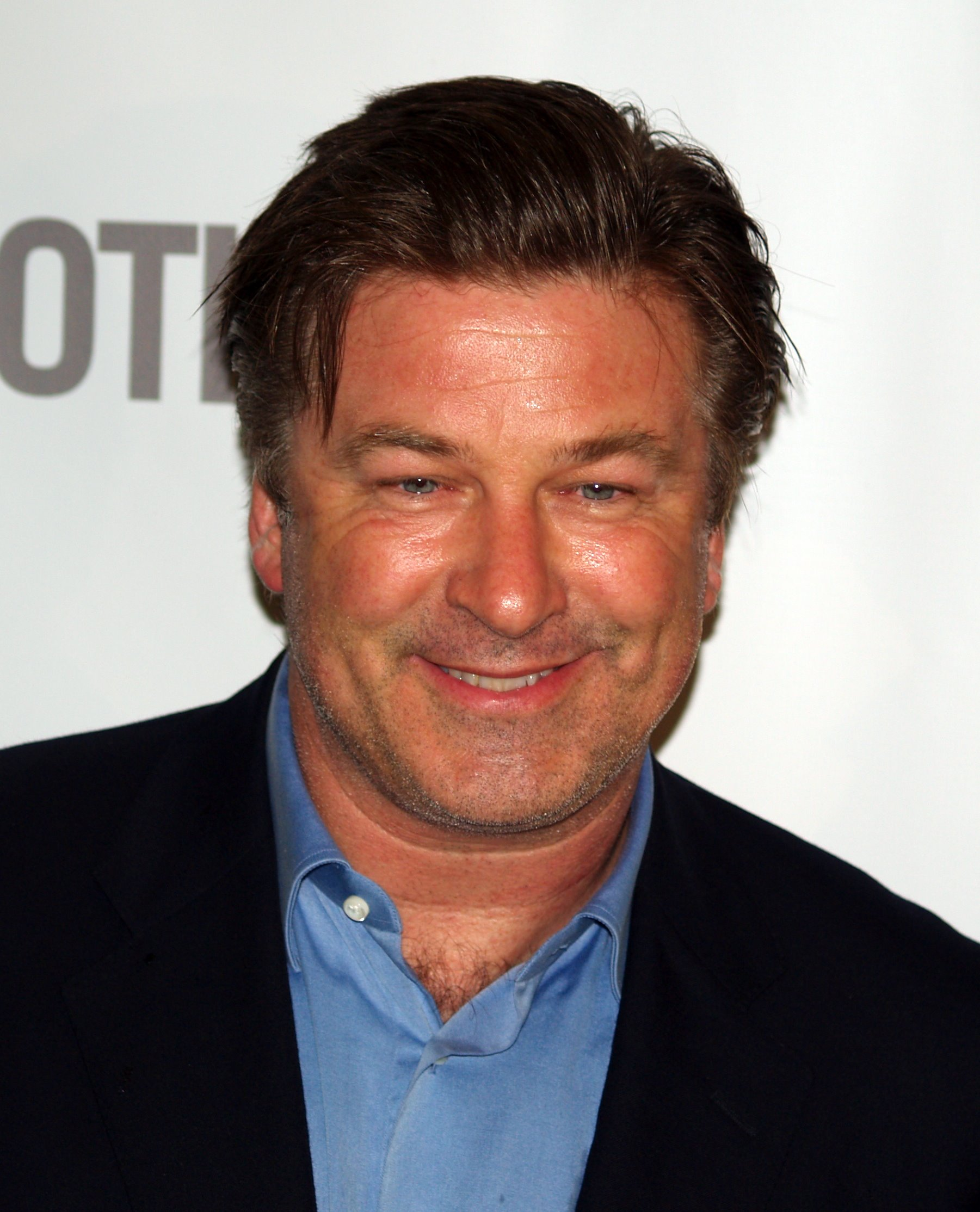
Alec Baldwin interprète Jack Donaghy
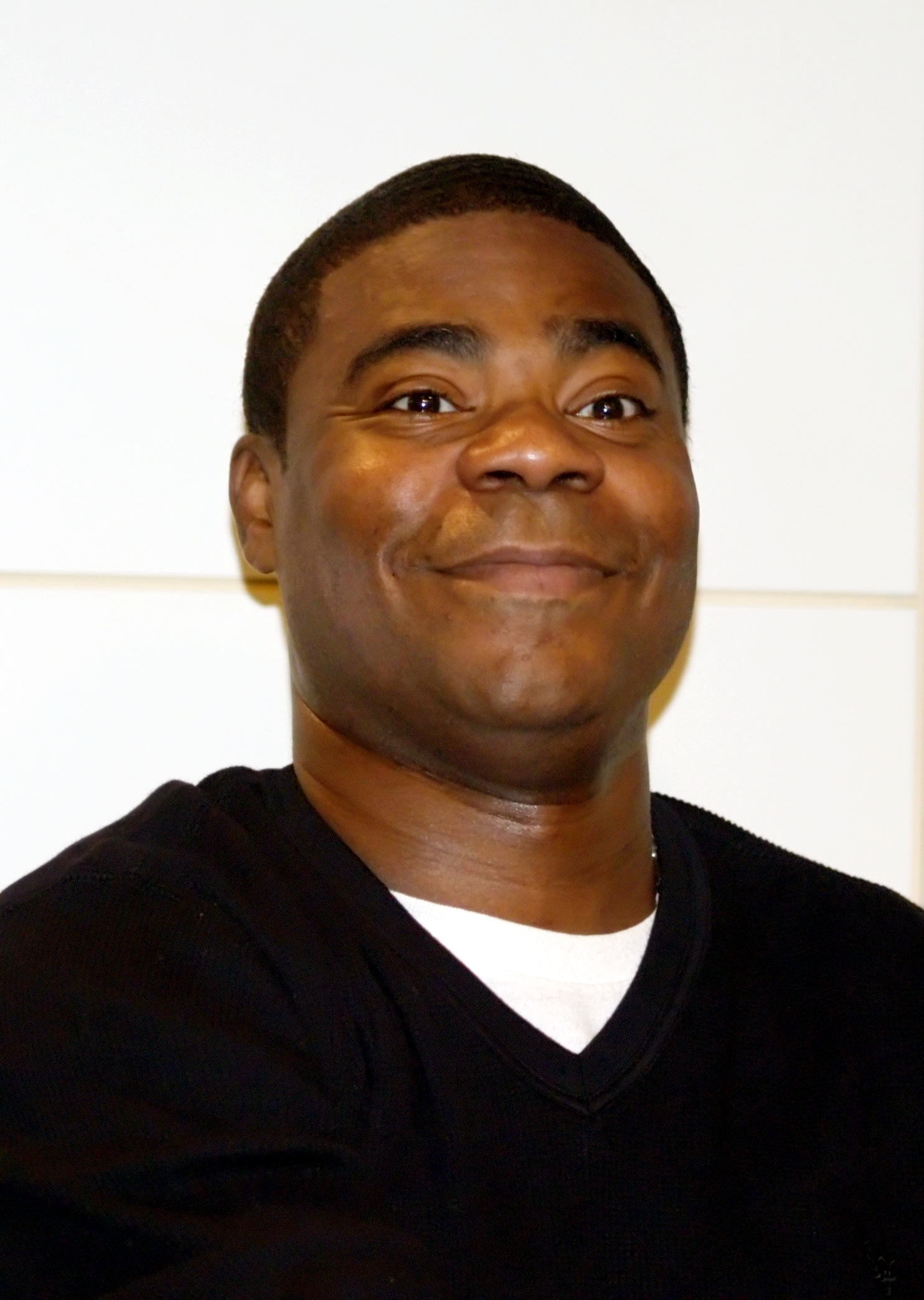
Tracy Morgan interprète Tracy Jordan
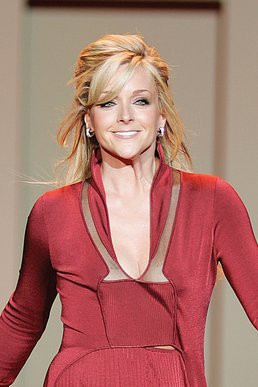
Jane Krakowski interprète Jenna Maroney
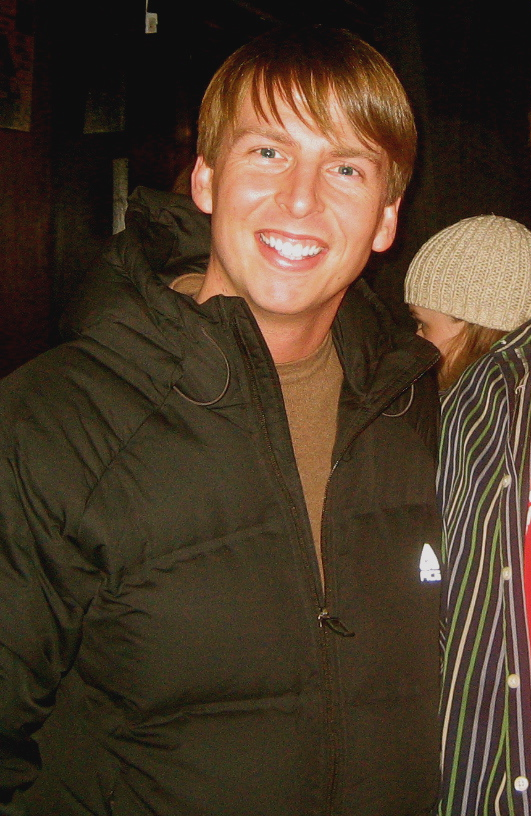
Jack McBrayer interprète Kenneth Ellen Parcell
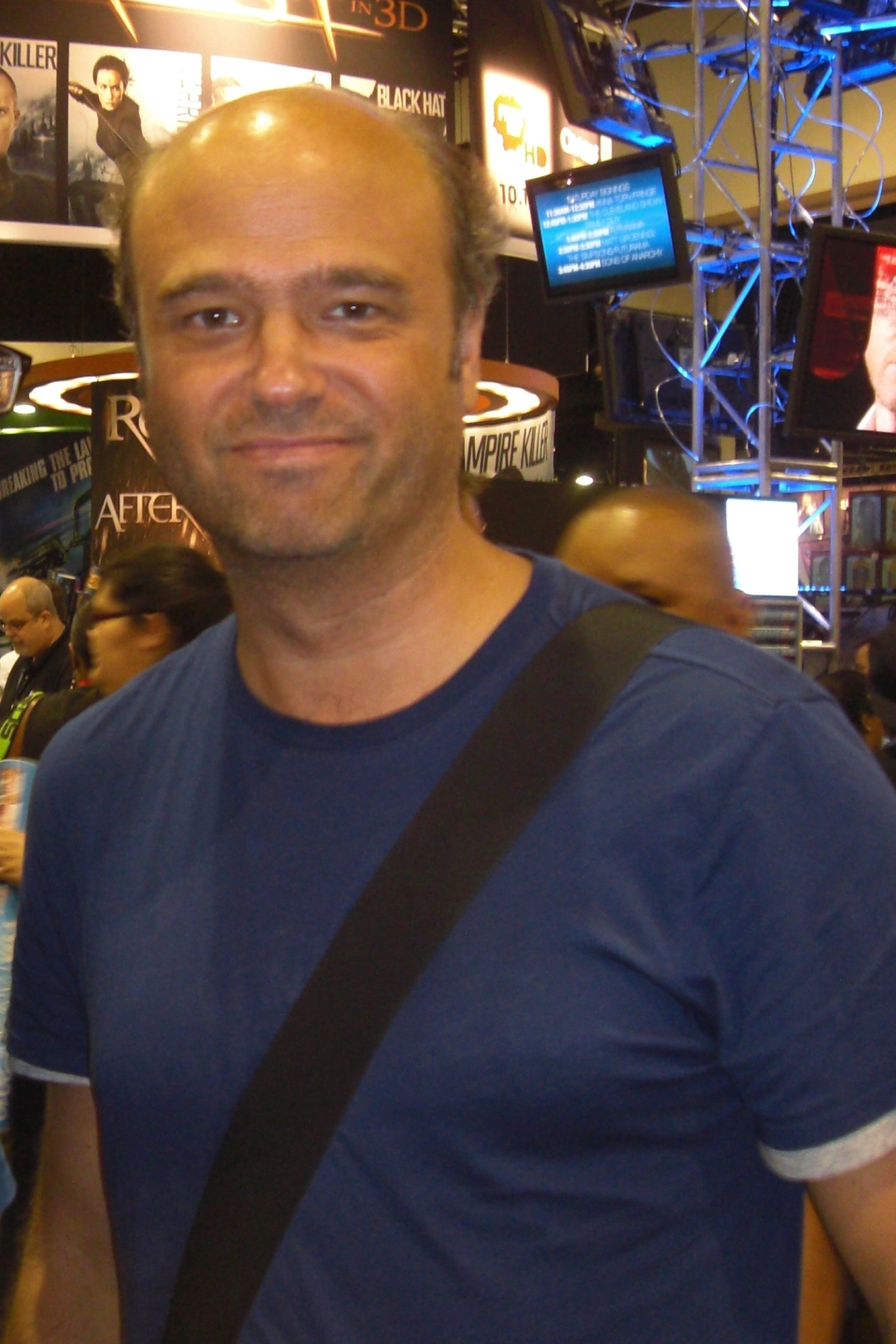
Scott Adsit interprète Pete Hornberger
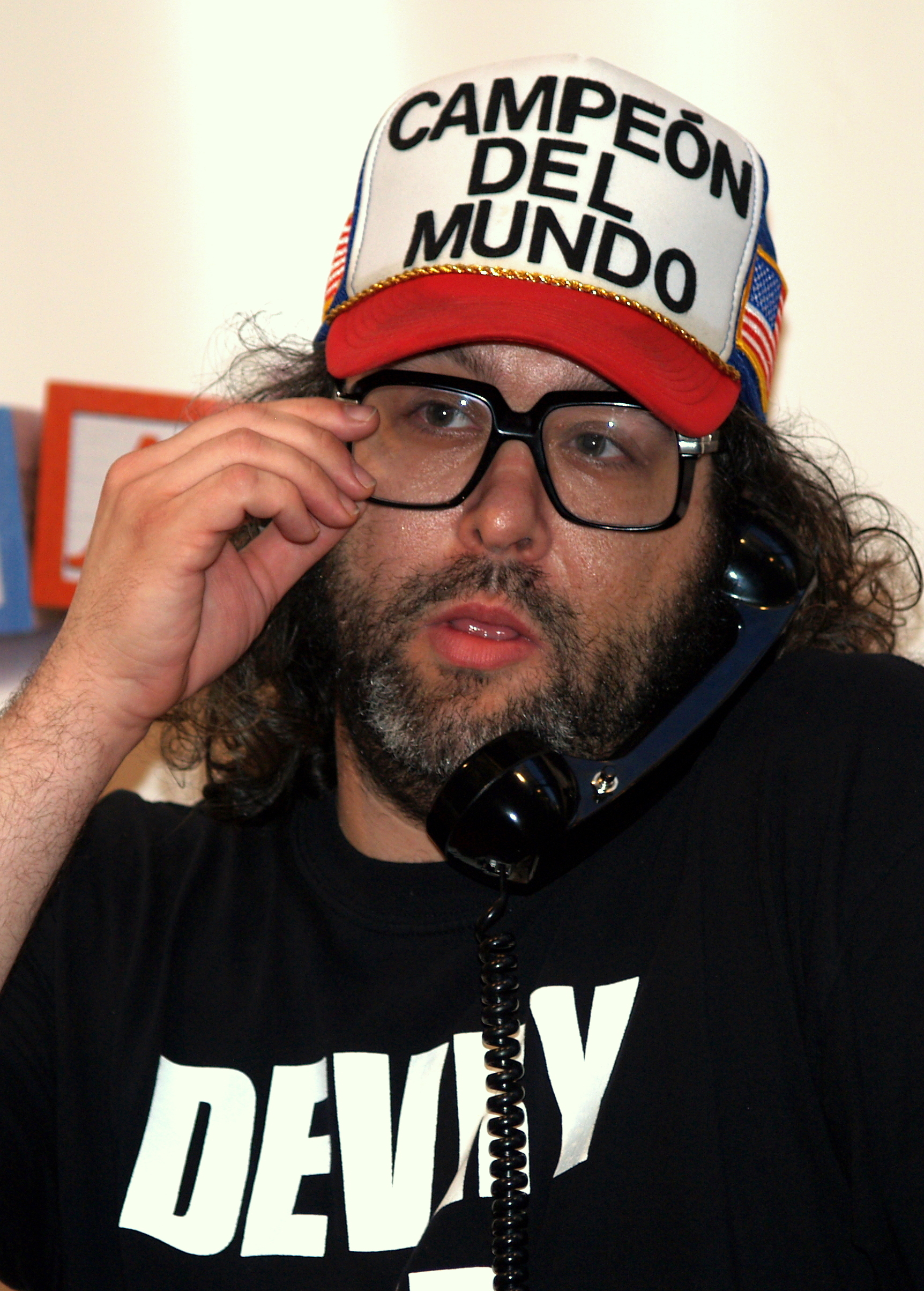
Judah Friedlander interprète Frank Rossitano
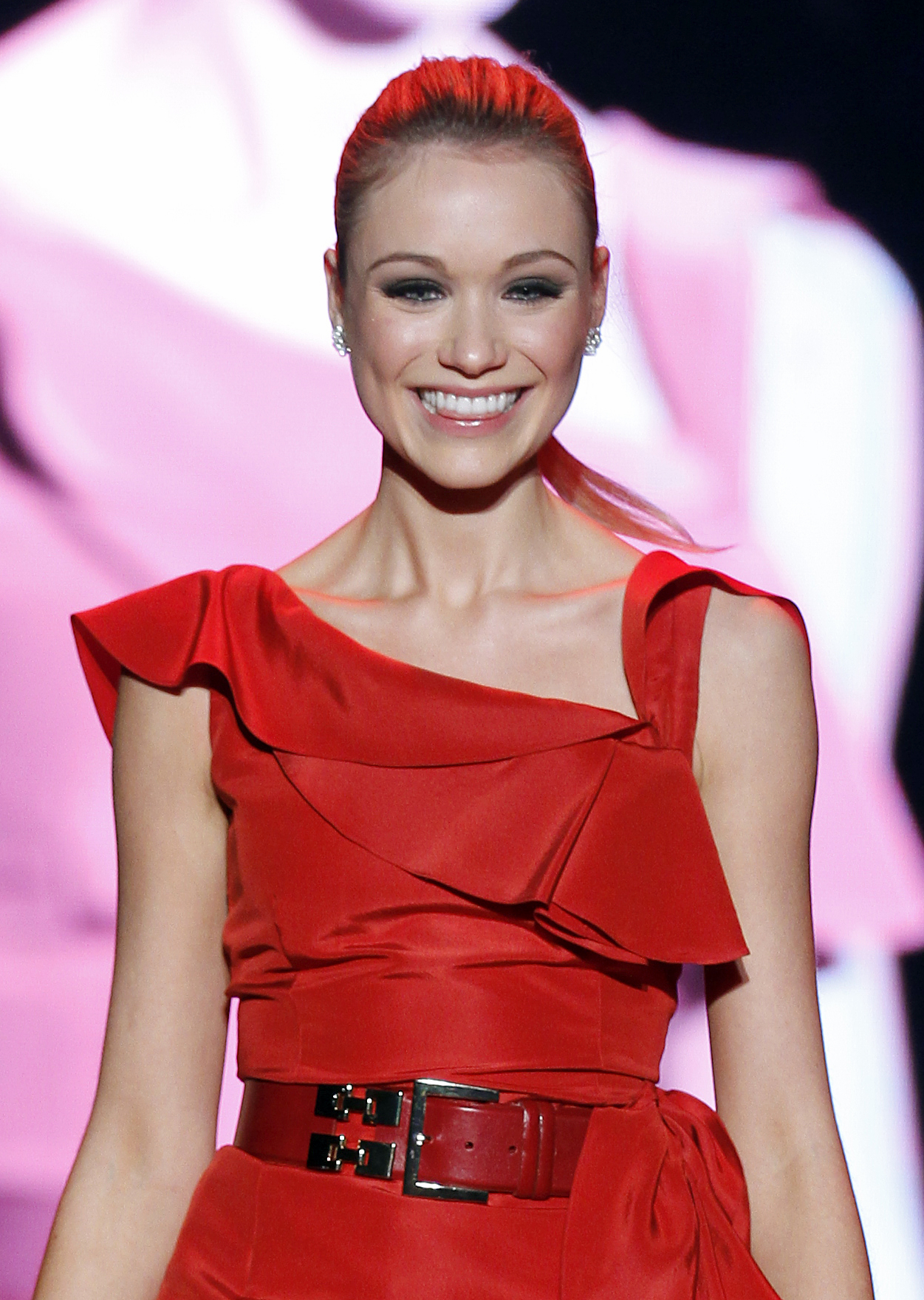
Katrina Bowden interprète Cerie Xerox

### Personnages récurrents
- Katrina Bowden (VF : Philippa Roche) : Cerie Xerox
- Keith Powell (VF : Franck Soumah) : James « Toofer » Spurlock
- Lonny Ross (en) (VF : Jérôme Rebbot) : Josh Girard
- Kevin Brown (en) (VF : Régis Ivanov) : Dotcom
- Grizz Chapman (en) (VF : Frédéric Norbert) : Grizz
- Maulik Pancholy (VF : Thierry Bourdon) : Jonathan
- John Lutz (en) (VF : Alain Flick (saisons 1 à 3) puis Laurent Jacquet) : Lutz
- Sherri Shepherd (VF : Martine Maximin) : Angie Jordan

### Invités

#### Saison 1
- Stephanie March : Gretchen Thomas (épisode 3)
- Ghostface Killah : lui-même (épisodes 5 et 16)
- Chris Parnell (VF : Yann Pichon) : Dr Leo Spaceman (épisodes 7, 9, 10, 18 et 21)
- Conan O'Brien (VF : Bernard Demory) : lui-même (épisode 7)
- Whoopi Goldberg (VF : Maïk Darah) : elle-même (épisodes 7 et 10)
- John McEnroe : lui-même (épisode 11)
- Isabella Rossellini (VF : Véronique Augereau) : Bianca Donaghy (épisodes 12 et 13)
- Jason Sudeikis (VF : Mathias Casartelli) : Floyd (épisodes 13 et 16 à 21)
- Joy Behar : elle-même (épisode 13)
- Rip Torn (VF : Patrice Melennec) : Don Geiss (épisodes 14 et 19)
- Chris Matthews : lui-même (épisode 15)
- Tucker Carlson : lui-même (épisode 15)
- Wayne Brady : Steven Black (épisode 16)
- LL Cool J : Ridikolus (épisode 16)
- Will Arnett (VF : Philippe Valmont) : Devon Banks (épisode 18)
- Emily Mortimer (VF : Céline Melloul) : Phoebe (épisodes 19 à 21)
- Sean Hayes : Jesse Parcell (épisode 21)
- Elaine Stritch (VF : Paule Emmanuèle) : Colleen Donaghy (épisode 21)
- Rachel Dratch : Greta Johanssen (épisode 1), Maria (épisode 2), Elizabeth Taylor (épisode 6), le gnome bleu (épisode 7), Pamela Smew (épisode 8), Barbara Walters (épisode 10), Vlem (épisode 13), Martha Blanch (épisode 15), Dr Beauvoir (épisode 21)

#### Saison 2

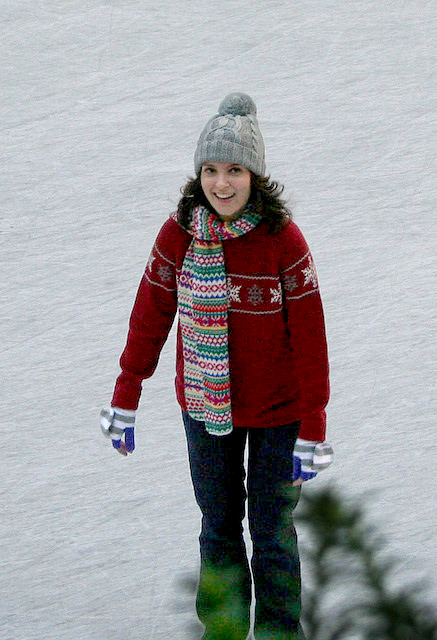
Tina Fey sur le tournage de l'épisode 9 de la saison 2

- Jerry Seinfeld : lui-même (épisode 1)
- Will Arnett (VF : Philippe Valmont) : Devon Banks (épisodes 2 et 13)
- Chris Parnell (VF : Yann Pichon) : Dr Leo Spaceman (épisodes 2 et 13)
- Rip Torn (VF : Patrice Melennec) : Don Geiss (épisodes 2, 13 et 14)
- Steve Buscemi (VF : Emmanuel Fouquet) : Lenny Wosniak (épisode 3)
- Jackie Mason : lui-même (épisode 3)
- Carrie Fisher : Rosemary Howard (épisode 4)
- David Schwimmer (VF : Michel Lasorne) : Greenzo / Jared (épisode 5)
- Al Gore : lui-même (épisode 5)
- Edie Falco (VF : Dominique Dumont) : Celeste Cunningham (épisodes 6, 8, 10 et 15)
- James Carville : lui-même (épisode 8)
- Elaine Stritch (VF : Paule Emmanuèle) : Colleen Donaghy (épisode 9)
- Buck Henry : Dick Lemon (épisode 9)
- Gladys Knight : elle-même (épisode 10)
- Michael Bloomberg : lui-même (épisode 12)
- Brian Dennehy : Mickey J.
- Jason Sudeikis (VF : Mathias Casartelli) : Floyd (épisode 14)
- Matthew Broderick (VF : William Coryn) : Cooter Burger (épisode 15)

#### Saison 3
- Will Arnett (V. F. : Philippe Valmont) : Devon Banks (épisode 1)
- Megan Mullally : Bev (épisode 1)
- Oprah Winfrey : elle-même (épisode 2)
- Jennifer Aniston (V. F. : Dorothée Jemma) : Claire Harper (épisode 3)
- John McEnroe : lui-même (épisode 4)
- Steve Martin (V. F. : Patrick Préjean) : Gavin Volure (épisode 4)
- Diane Neal : Erin O'Neal (épisode 5)
- Robyn Lively : Kelsey (épisode 5)
- Janel Moloney : Jessica (épisode 5)
- Rip Torn (V. F. : Patrice Melennec) : Don Geiss (épisodes 5 et 12)
- Elaine Stritch (V. F. : Michèle Bardollet) : Colleen Donaghy (épisodes 6, 7 et 20)
- Salma Hayek (V. F. : Déborah Perret) : Elisa Padriera (épisodes 7, 8, 10 à 12 et 19)
- Peter Dinklage : Stewart (épisode 7)
- Chris Parnell (V. F. : Yann Pichon) : Dr Leo Spaceman (épisodes 8, 9, 14 et 22)
- Steve Buscemi (V. F. : Emmanuel Fouquet) : Lenny Wosniak (épisodes 9, 20 et 21)
- Jon Hamm (V. F. : Constantin Pappas) : Dr Drew Baird (épisodes 10, 11 et 15)
- Matt Lauer : lui-même (épisode 10)
- Larry King : lui-même (épisode 12)
- Phoebe Strole : Becca (épisode 13)
- Patti LuPone : Sylvia Rossitano (épisode 13)
- John Lithgow : lui-même (épisode 13)
- Calvin Klein : lui-même (épisode 15)
- Adam West : lui-même (épisode 16)
- Roger Bart : Brad Halster (épisode 17)
- Brian Williams : lui-même (épisode 19)
- Alan Alda (V. F. : Pierre Dourlens) : Milton Greene (épisodes 21 et 22)
- Mary J. Blige, Adam Levine, Norah Jones, Moby, Sheryl Crow, Elvis Costello, Wyclef Jean, Cyndi Lauper, Clay Aiken, Sara Bareilles, Beastie Boys, Steve Earle, Talib Kweli, Michael McDonald, Rhett Miller, Rachael Yamagata : eux-mêmes (épisode 22)

#### Saison 4
- Steve Buscemi (V. F. : Emmanuel Fouquet) : Lenny Wosniak (épisode 1)
- Will Arnett (V. F. : Philippe Valmont) : Devon Banks (épisodes 2 et 7)
- Jimmy Fallon : lui-même (épisode 3)
- Betty White : elle-même (épisode 3)
- Brian Williams : lui-même (épisodes 4 et 14)
- Padma Lakshmi : elle-même (épisode 5)
- Al Gore : lui-même (épisode 6)
- Chris Parnell (V. F. : Yann Pichon) : Dr Leo Spaceman (épisodes 6 et 7)
- Whoopi Goldberg (V. F. : Maïk Darah) : elle-même (épisode 7)
- Larry Wilcox : lui-même (épisode 8)
- Julianne Moore (V. F. : Ivana Coppola) : Nancy Donovan (épisodes 8, 11, 17, 21 et 22)
- James Franco (V. F. : Stéphane Pouplard) : lui-même (épisode 9)
- Matt Lauer : lui-même (épisode 9)
- Jon Bon Jovi : lui-même (épisode 13)
- Jason Sudeikis (V. F. : Mathias Casartelli) : Floyd (épisodes 13, 16, 21 et 22)
- Elizabeth Banks (VF : Laura Blanc) : Avery Jessup (épisodes 13, 14, 17, 18 et 20 à 22)
- Jon Hamm (V. F. : Constantin Pappas) : Dr Drew Baird (épisodes 13 et 21)
- Michael Sheen (V. F. : Éric Legrand) : Wesley Snipes (épisodes 14, 15, 21 et 22)
- Kathie Lee Gifford : elle-même (épisode 16)
- Will Ferrell : Shane Hunter (épisodes 17 et 20)
- Will Forte (V. F. : Laurent Morteau) : Paul (épisodes 19 et 22)
- Novella Nelson : elle-même (épisode 20)
- Buzz Aldrin : lui-même (épisode 20)
- Elaine Stritch (V. F. : Michèle Bardollet) : Colleen Donaghy (épisode 20)
- Matt Damon (V. F. : Damien Boisseau) : Carol (épisode 22)

#### Saison 5
- Matt Damon (V. F. : Damien Boisseau) : Carol (épisodes 1, 4 et 14)
- Elizabeth Banks (VF : Laura Blanc) : Avery Jessup (épisodes 2, 6, 10, 13, 14 et 22)
- Chris Parnell (V. F. : Yann Pichon) : Dr Leo Spaceman (épisodes 2, 4, 11, 20, 21 et 23)
- Brian Williams : lui-même (épisodes 2, 13 et 21)
- Paul Giamatti : Ritchie Tamuto (épisodes 2)
- Queen Latifah (V. F. : Pascale Vital) : Regina Bookman (épisode 3)
- Rob Reiner : Rob Reiner/Stanley the Dog (épisode 3)
- John Amos : lui-même (épisode 3)
- Jon Hamm (V. F. : Constantin Pappas) : Dr Drew Baird (épisode 4)
- Rachel Dratch : Jadwiga (épisode 4)
- Julia Louis-Dreyfus : Liz Lemon (épisode 4)
- Bill Hader : Kevin (épisode 4)
- Kelsey Grammer : lui-même (épisode 5)
- Buck Henry : Dick Lemon (épisode 5)
- John Slattery : Steven Austin (épisode 7)
- Daniel Sunjata (V. F. : Stéphane Pouplard) : Chris (épisode 8)
- Will Forte (V. F. : Laurent Morteau) : Paul (épisodes 9, 10, 20, 21 et 23)
- Kelly Coffield Park (en) : Tante Linda (épisode 9)
- Alan Alda (V. F. : Pierre Dourlens) : Milton Greene (épisode 10)
- Elaine Stritch (V. F. : Michèle Bardollet) : Colleen Donaghy (épisode 10)
- Tituss Burgess (V. F. : Franck Sportis) : D'Fwan (épisodes 11 et 17)
- Robert De Niro (V. F. : Jacques Frantz) : lui-même (épisode 12)
- Ken Howard (V. F. : Thierry Murzeau) : Hank Hooper (épisodes 13, 18, 20 et 21)
- Vanessa Lachey (V. F. : Armelle Gallaud) : Carmen Chao (épisode 13)
- Ice-T : Détective Odafin Tutuola (épisode 13)
- Richard Belzer : Sergent John Munch (épisode 13)
- John Cho (V. F. : Geoffrey Vigier) : Lorne (épisode 14)
- Chloë Grace Moretz  (V. F. : Chantal Macé 1re voix[6])) : Kaylie Hooper (épisode 16)
- Cristin Milioti (V. F. : Barbara Delsol) : Abby Flynn (épisode 16)
- Terrence Mann (V. F. : Patrice Keller) : Bob Ballard (épisode 16)
- Susan Sarandon (V. F. : Béatrice Delfe) : Lynn Onkman (épisode 17)
- Will Arnett (V. F. : Philippe Valmont) : Devon Banks (épisode 18)
- Aaron Sorkin (V. F. : Philippe Catoire) : lui-même (épisode 18)
- Michael Keaton (V. F. : Guillaume Orsat) : Tom (épisodes 20 et 21)
- Tom Hanks (V. F. : Jean-Philippe Puymartin) : lui-même (épisodes 21)
- Matt Lauer : lui-même (épisodes 20)
- Condoleezza Rice : elle-même (épisode 22)
- Victor Garber (V. F. : Régis Lang] : Eugene Gremby (épisode 23)

#### Saison 6
- John McEnroe : lui-même (épisode 1)
- Tituss Burgess (V. F. : Franck Sportis) : D'Fwan (épisodes 1 et 20)
- Kelsey Grammer : lui-même (épisodes 2 et 3)
- Denise Richards (V. F. : Barbara Delsol) : elle-même (épisodes 2 et 3)
- James Marsden (V. F. : Fabrice Fara) : Criss (épisodes 2, 3, 6, 7, 9, 12, 18, 21 et 22)
- Will Arnett (V. F. : Philippe Valmont) : Devon Banks (épisode 3)
- Emma Stone : elle-même (épisode 4)
- Andy Samberg : lui-même (épisode 4)
- Steve Earle : lui-même (épisode 4)
- Suze Orman : elle-même (épisode 5)
- Kristen Schaal (V. F. : Sophie Froissard) : Hazel Wassername (Hazel Machinchouette en français) (épisodes 5 à 7, 12, 13, 15, 19 et 22)
- Mary Steenburgen (V. F. : Martine Irzenski) : Diana Jessup (épisodes 6, 7, 14, 20 et 22)
- Chris Parnell (V. F. : Yann Pichon) : Dr Leo Spaceman (épisodes 6, 7, 16 et 19)
- Steve Buscemi (V. F. : Emmanuel Fouquet) : Lenny Wosniak (épisode 8)
- Will Forte (V. F. : Laurent Morteau) : Paul (épisodes 8, 17 à 19)
- Jim Carrey (V. F. : Emmanuel Curtil) : Dave Williams (épisode 9)
- Andie MacDowell : Claire Williams (épisode 9)
- John Cullum : Leap Day William (épisode 9)
- Karolína Kurková : elle-même (épisode 9)
- Ken Howard (V. F. : Thierry Murzeau) : Hank Hooper (épisodes 9 et 10)
- Susan Sarandon (V. F. : Béatrice Delfe) : Lynn Onkman (épisode 10)
- Stanley Tucci (V. F. : Eric Marchal) : Henry Warren (épisode 10)
- Patti LuPone : Sylvia Rossitano (épisode 10)
- Chloë Grace Moretz  (V. F. : Chantal Macé 1re voix[6])) : Kaylie Hooper (épisode 11)
- Matt Lauer : lui-même (épisodes 13 et 18)
- William Baldwin  (V. F. : Emmanuel Karsen) : Lance Drake Mandrell (épisode 14)
- Cynthia Nixon : elle-même (épisode 14)
- Weird Al Yankovic : lui-même (épisode 14)
- Jimmy Fallon : lui-même (épisode 14) et Jack Donaghy (épisode 19)
- Elaine Stritch (V. F. : Michèle Bardollet) : Colleen Donaghy (épisode 17)
- Bobby Moynihan : Stewart Derr (épisode 18)
- Bebe Wood (VF : Corinne Martin) : Cat (épisode 18)
- Stacy Keach : lui-même (épisode 18)
- Jon Hamm (V. F. : Constantin Pappas) : Abner (épisode 19)
- Kim Kardashian : elle-même (épisode 19)
- Amy Poehler : Liz Lemon jeune (épisode 19)
- Donald Glover : Tracy Jordan jeune (épisode 19)
- Fred Armisen : Frank 2.0 / Telethon Woman / Man Backstage (épisode 19)
- Brian Williams : David Brinkley (épisode 19)
- Paul McCartney : lui-même (épisode 19)
- Elizabeth Banks (V. F. : Laura Blanc) : Avery Jessup (épisodes 21 et 22)
- Cornel West : lui-même (épisode 22)

#### Saison 7
- Kristen Schaal (V. F. : Sophie Froissard) : Hazel Wassername (Hazel Machinchouette en français) (épisodes 1, 6 et 10)
- Matthew Broderick (V. F. : William Coryn) : Cooter Burger (épisode 2)
- James Marsden (V. F. : Fabrice Fara) : Criss (épisodes 2, 7, 11 et 13)
- Jimmy Fallon : lui-même (épisode 2)
- The Roots : eux-mêmes (épisode 2)
- Bryan Cranston (V. F. : Jean-Louis Faure) : Ron (épisode 2)
- Catherine O'Hara : Pearline Parcell, la mère de Kenneth (épisode 2)
- Ryan Lochte : lui-même (épisode 3)
- Kellan Lutz (V. F. : Stéphane Pouplard) : lui-même (épisode 4)
- Don Cheadle (V. F. : Serge Faliu) : lui-même (épisode 4)
- Gary Cole (V. F. : Patrick Poivey) : Roger (épisode 4)
- Brian Williams : lui-même (épisodes 5)
- Chris Parnell (V. F. : Yann Pichon) : Dr Leo Spaceman (épisodes 7 et 9)
- Tony Bennett : lui-même (épisode 7)
- Elaine Stritch (V. F. : Michèle Bardollet) : Colleen Donaghy (épisode 8)
- Will Forte (V. F. : Laurent Morteau) : Paul (épisode 8)
- Lorne Michaels : Révérend Gimp (épisode 8)
- Megan Mullally : Bev (épisodes 9 et 10)
- Will Arnett (V. F. : Philippe Valmont) : Devon Banks (épisode 9)
- Chloë Grace Moretz (V. F. : Lisa Caruso (2e voix[6])) : Kaylie Hooper (épisode 9)
- John McEnroe : lui-même (épisode 9)
- Octavia Spencer : elle-même (épisode 9)
- Steve Buscemi (V. F. : Emmanuel Fouquet) : Lenny Wosniak (épisode 9)
- Julianne Moore (V. F. : Ivana Coppola) : Nancy Donovan (épisodes 12 et 13)
- Nancy Pelosi : elle-même (épisodes 12 et 13)
- Salma Hayek (V. F. : Déborah Perret) : Elisa Padriera (épisodes 12 et 13)
- Ice-T : lui-même (épisodes 12 et 13)
- Richard Belzer : lui-même (épisodes 12 et 13)
- Conan O'Brien : lui-même (épisodes 12 et 13)

- Version française
  - Société de doublage : Synchro-France / Imagine[6],[7]
  - Direction artistique : Jean Roche et Jérôme Pauwels (saison 1[6]) / Martin Brieuc (saisons 2 à 7[6])
  - Adaptation des dialogues : Jérôme Pauwels, Pascal Braun, Christian Niemiec, Sylvie Abou-Isaac et Ludovic Manchette[6]

 Source et légende : version française (VF) sur RS Doublage et Doublage Séries Database

## Commentaires
Certaines personnalités sont déjà apparues dans le show en tant qu'elles-mêmes ou comme personnages fictifs. Ainsi Oprah Winfrey, Whoopi Goldberg, Conan O'Brien, Al Gore, Calvin Klein, John McEnroe ou Jon Bon Jovi apparaissent dans un épisode de la série, jouant leur propre rôle. Le dernier épisode de la troisième saison, Kidney Now, se termine par une chanson caritative en reprenant le principe de la chanson We Are the World. Le groupe de chanteurs est composé de Sheryl Crow, Elvis Costello, Mary J. Blige ou encore Cyndi Lauper pour un total de 21 guest stars dans cet épisode.
Des personnalités invitées ont tenu des rôles dans la série, ainsi l'actrice Isabella Rossellini joue l'ex-femme de Jack Donaghy, tandis que Jennifer Aniston, Emily Mortimer, Edie Falco, Salma Hayek, Julianne Moore ou Elizabeth Banks jouent le rôle de petites amies de Jack. Dean Winters, Steve Martin, Wayne Brady, Jon Hamm, Matt Damon puis James Marsden sont tour à tour des compagnons de Liz Lemon. David Schwimmer ou Carrie Fisher interviennent également dans un épisode de 30 Rock.
Au printemps 2010, au vu des bonnes audiences, la chaîne NBC a décidé de renouveler la série pour une 6e saison qui n'est revenue qu'en mi-saison du fait de la grossesse de Tina Fey.
Le 10 mai 2012, la série a été renouvelée pour une septième saison de treize épisodes, qui sera sa dernière.
Le 22 juin 2020, les co-créateurs Tina Fey et Robert Carlock ont demandé aux services de vidéo à la demande de retirer quatre épisodes ayant recours au blackface.

## Récompenses
Golden Globe Award
2007

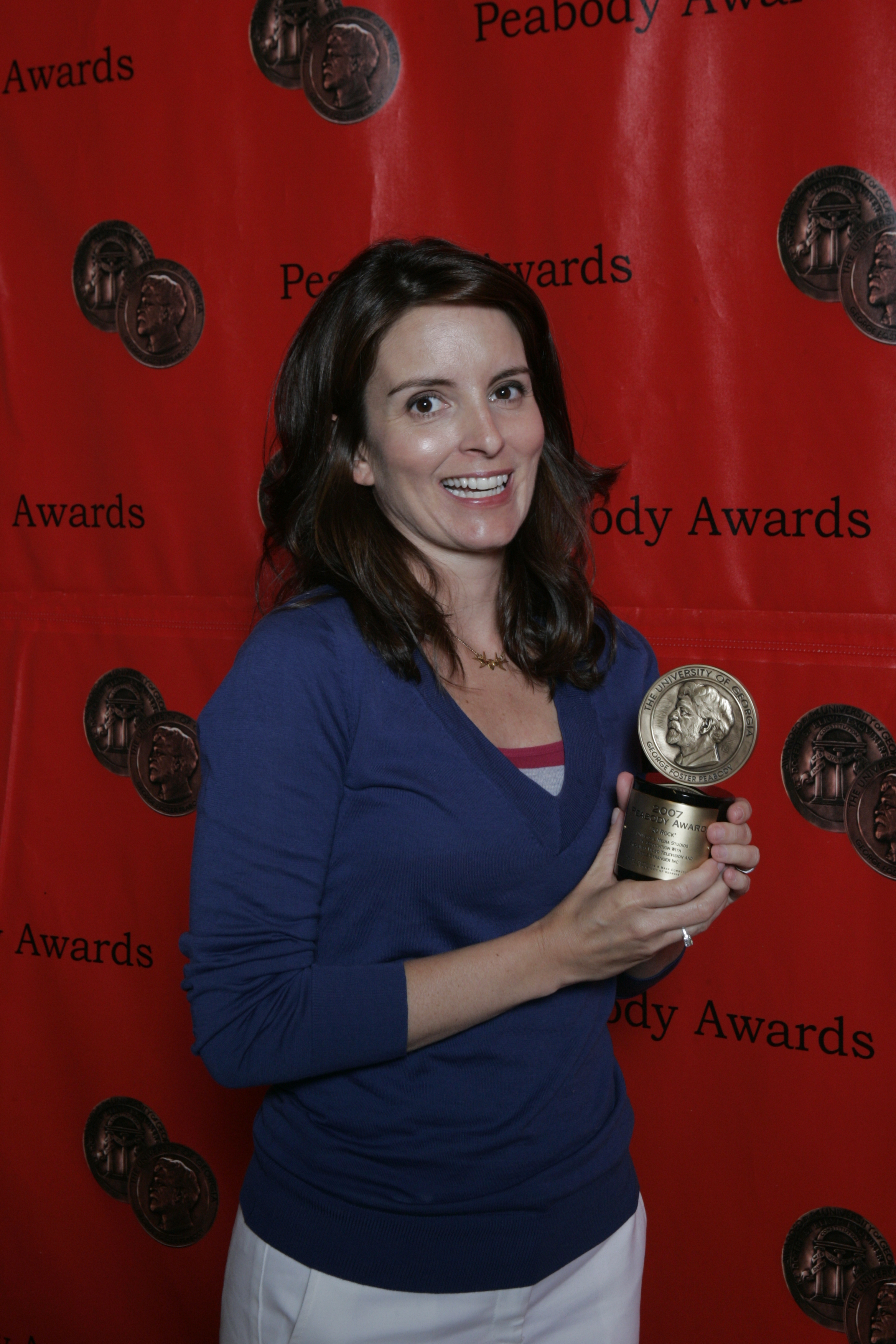
L'actrice principale, scénariste et productrice Tina Fey, récompensée aux Peabody Awards 2008.

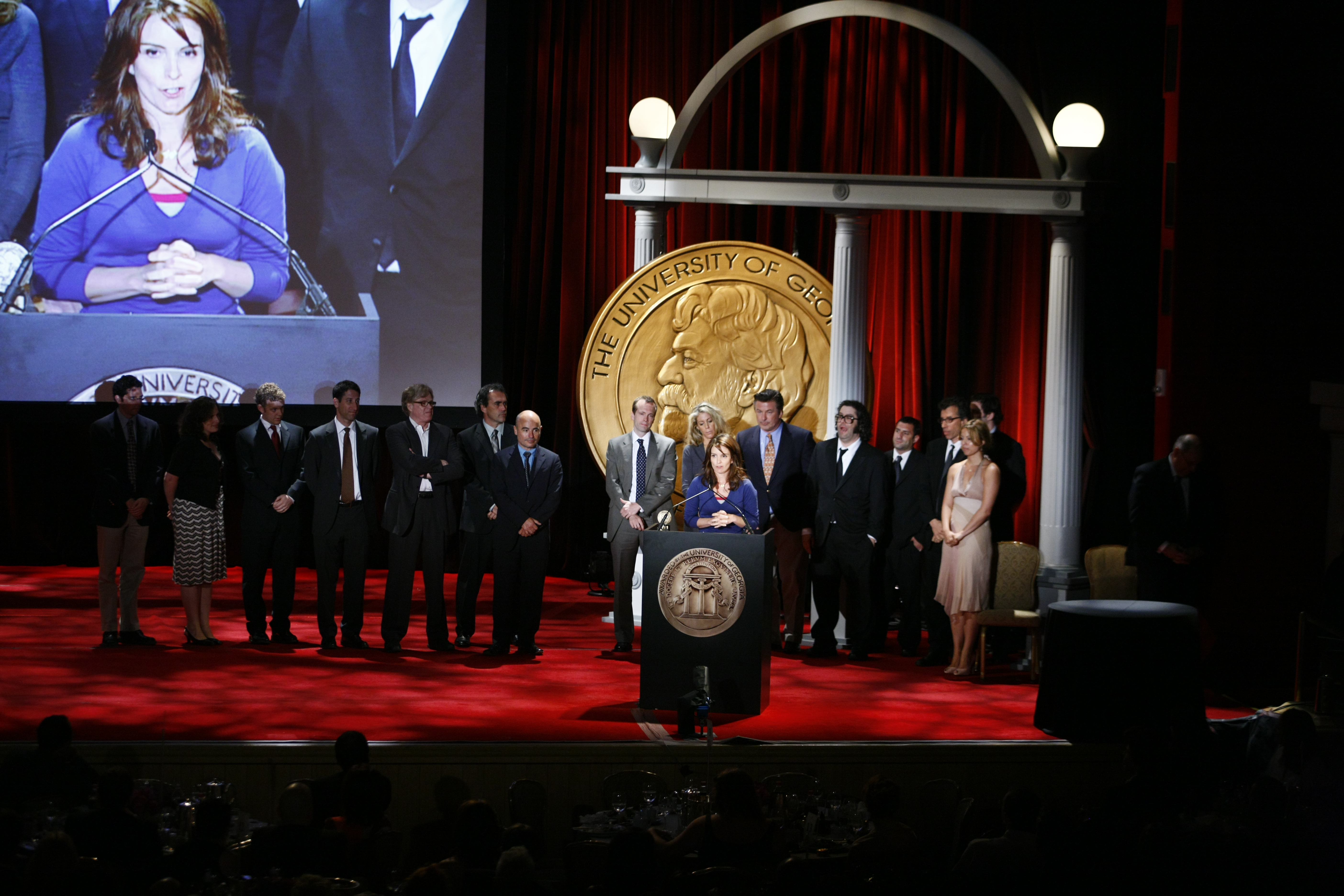
Et entourée de l'équipe de la série.

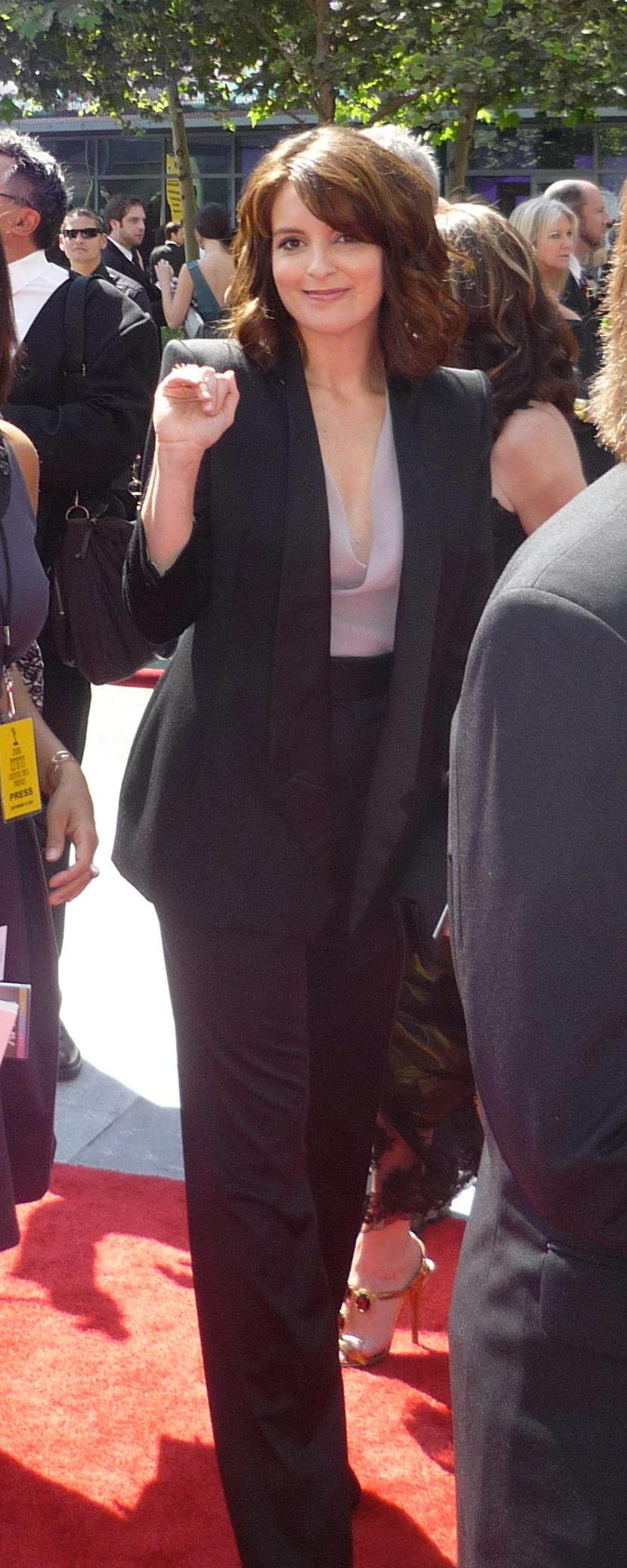
L'actrice aux Creative Art Emmys, en septembre 2009.

- Meilleur acteur dans une série télévisée musicale ou comique pour Alec Baldwin

2008
- Meilleure actrice dans une série télévisée musicale ou comique pour Tina Fey

2009
- Meilleure série télévisée musicale ou comique
- Meilleur acteur dans une série télévisée musicale ou comique pour Alec Baldwin
- Meilleure actrice dans une série télévisée musicale ou comique pour Tina Fey

2010
- Meilleur acteur dans une série télévisée musicale ou comique pour Alec Baldwin

Emmy Awards
2007
- Meilleure série comique

2008
- Meilleure série comique
- Meilleur acteur dans une série comique pour Alec Baldwin
- Meilleure actrice dans une série comique pour Tina Fey

2009
- Meilleure série comique
- Meilleur acteur dans une série comique pour Alec Baldwin

Screen Actors Guild Awards
2009
- Meilleure actrice dans une série comique pour Tina Fey
- Meilleur acteur dans une série comique pour Alec Baldwin
- Meilleur ensemble d'acteurs dans une série comique

2010
- Meilleure actrice dans une série comique pour Tina Fey

2011
- Meilleur acteur dans une série comique pour Alec Baldwin

2012
- Meilleur acteur dans une série comique pour Alec Baldwin

2013
- Meilleure actrice dans une série comique pour Tina Fey
- Meilleur acteur dans une série comique pour Alec Baldwin

Creative Arts Emmy Awards
2008
- Meilleur casting pour une série comique
- Meilleur mixage du son pour une série

2009
- Meilleur casting pour une série comique
- Meilleur montage à caméras multiples pour une minisérie

2013
- Meilleur casting pour une série comique

Critics Choice Television Awards
;;2011
- Meilleure actrice dans une série comique pour Tina Fey

## DVD
- L'intégralité des épisodes est sortie en Zone 1 en coffret 17 DVD le 14 mai 2013 chez Mill Creek Entertainment en version originale non sous-titrée avec de nombreux suppléments (Interviews des acteurs, best of des meilleurs moments, bêtisier, commentaires audio, présentation des saisons, fin alternative et bien d'autres encore) [11].